# Dynastie Shah

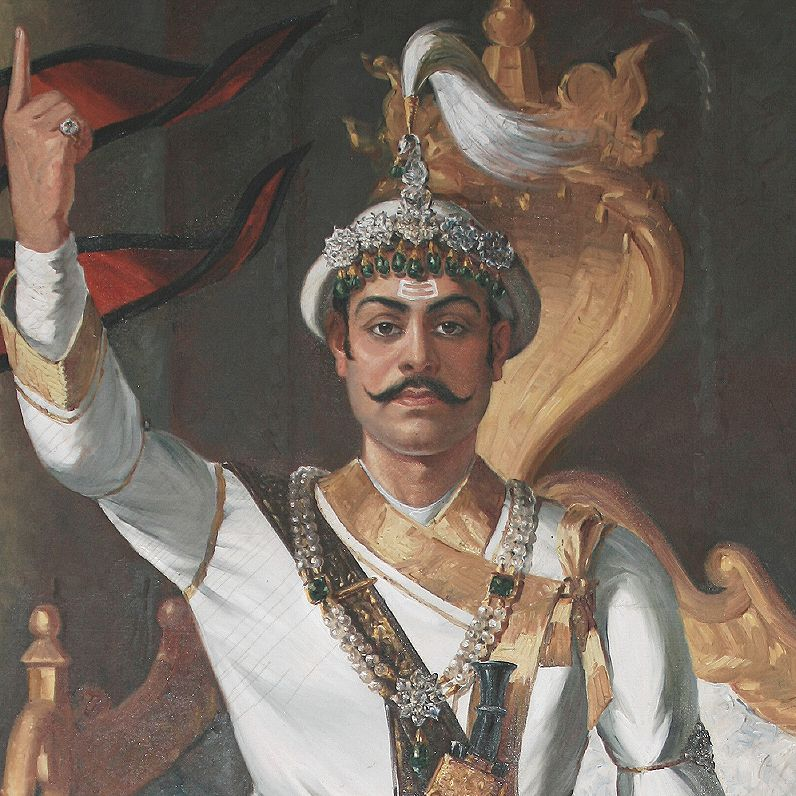
Sa Majesté le Roi, Prithvi Narayan Shah (1769-1775), a vécu de 1723-1775

La dynastie Shah (népalais : शाह वंश) était la dynastie Thakuri dirigeante du royaume de Gorkha (en) de 1559 au 25 septembre 1768, puis, lors de sa fondation par Prithvi Narayan, du royaume du Népal du 25 septembre 1768 au 28 mai 2008.

## Monarques de la dynastie Shah (1559–2008)

### Monarques de la dynastie Shah de Gorkha (1559-1768)
La liste suivante est celle des dix rois de la principauté des collines de Gorkha,, :

### Monarques de la dynastie Shah du Népal (1768–2008)
- 25 septembre 1768	au 11 janvier 1775 : Prithvi Narayan
- 11 janvier 1775 au 17 novembre 1777 : Pratap Singh
- 17 novembre 1777 au 8 mars 1799 : Rana Bahadur
- 8 mars 1799 au 20 novembre 1816 : Girvan Yuddha
- 20 novembre 1816 au 12 mai 1847 : Rajendra Bikram Shah
- 12 mai 1847 au 17 mai 1881 : Surendra Bir Bikram Shah Dev
- 17 mai 1881 au 11 décembre 1911 : Prithvi Bir Bikram Shah
- 11 décembre 1911 au 6 novembre 1950 : Tribhuvan Bir Bikram
- 6 novembre 1950 au 8 janvier 1951 : Gyanendra Bir Bikram Shah Dev
- 8 janvier 1951 au 13 mars 1955 : Tribhuvan Bir Bikram
- 13 mars 1955 au 31 janvier 1972 : Mahendra Bir Bikram Shah
- 31 janvier 1972 au 1er juin 2001 : Birendra Bir Bikram Shah Dev
- 1er juin 2001 au 4 juin 2001 : Dipendra Bir Bikram Shah Dev
- 4 juin 2001 au 28 mai 2008 : Gyanendra Bir Bikram Shah Dev